# Hrabstwo Crisp

Piramida wieku hrabstwa

Hrabstwo Crisp (ang. Crisp County) – hrabstwo w stanie Georgia, w Stanach Zjednoczonych. Jego siedzibą administracyjną jest Cordele.

## Geografia
Według spisu z 2000 roku obszar całkowity hrabstwa obejmuje powierzchnię 281,20 mil2 (728,3 km²), z czego 273,82 mil2 (709,19 km²) stanowią lądy, a 7,38 mil2 (19,11 km²) stanowią wody. 

### Miejscowości
- Arabi
- Cordele

### Sąsiednie hrabstwa
- Hrabstwo Dooly (północ)
- Hrabstwo Wilcox (wschód)
- Hrabstwo Turner (południowy wschód)
- Hrabstwo Worth (południowy zachód)
- Hrabstwo Lee (zachód)
- Hrabstwo Sumter (zachód)

## Demografia
Według spisu z 2020 roku liczy 20 128 mieszkańców, co oznacza spadek o 14,1% w porównaniu z poprzednim spisem z roku 2010. Według danych pięcioletnich z 2021 roku 52% to biali (48,6% nie licząc Latynosów), 44,7% czarnoskórzy lub Afroamerykanie, 1,7% miało rasę mieszaną, 1,1% Azjaci i 0,4% to rdzenna ludność Ameryki. Latynosi stanowili 4,4% populacji hrabstwa.

## Religia
W 2020 roku, w hrabstwie przeważają protestanckie wspólnoty baptystyczne (28 zborów), metodystyczne (10 zborów) i zielonoświątkowe (9 zborów). Inne religie, to: świadkowie Jehowy (2,9%), mormoni (1,9%) i katolicy (0,93%).

## Polityka
Hrabstwo jest przeważająco republikańskie, gdzie w wyborach prezydenckich w 2020 roku, 62% głosów otrzymał Donald Trump i 37,1% przypadło dla Joe Bidena. 